# Chambost-Longessaigne
Chambost-Longessaigne è un comune francese di 856 abitanti situato nel dipartimento del Rodano della regione Alvernia-Rodano-Alpi.

## Società

### Evoluzione demografica
Abitanti censiti